# Ramona Diefenbach
Ramona Diefenbach ist eine deutsche Schriftstellerin.

## Leben
Ramona Diefenbach lebt als freie Journalistin und Schriftstellerin in Frankfurt am Main. Sie verfasst vorwiegend erzählende Werke. 2003 erhielt sie den Frauenkrimipreis Agathe für den Kriminalroman Die Schneckenspur. Sowohl „Die Schneckenspur“ als auch der Roman Das Spiegelhaus sind in mehreren Ausgaben und Auflagen erschienen. Mit Buck und Fritz legte sie als Debüt 1993 zunächst ein Kinderbuch vor.
In Das Spiegelhaus untersucht sie – mehrstimmig und komplex angelegt – die Phantasie- und Erfahrungswelten 14-jähriger Mädchen. Sie spielen mit der Gefahr und Erotik und fallen beinah einem Psychopathen zum Opfer.

## Werke
- Die Schneckenspur Frankfurt am Main (u. a.) 2002
- Das Spiegelhaus Frankfurt am Main (u. a.) 2000
- Buckel und Fritz Anrich, Kevelaer 1993, ISBN 3-89106-160-9